# Équipe de Slovénie féminine de football
Cet article traite de l'équipe féminine. Pour l'équipe masculine, voir Équipe de Slovénie de football.
Maillots
L'équipe de Slovénie féminine de football est l'équipe nationale qui représente la Slovénie dans les compétitions internationales de football féminin. Elle est gérée par la Fédération de Slovénie de football.
La Slovénie joue son premier match officiel le 25 septembre 1993 à Ljubljana contre l'Angleterre (défaite 10-0). Les Slovènes n'ont jamais participé à une phase finale de compétition majeure de football féminin, que ce soit le Championnat d'Europe féminin de football, la Coupe du monde ou les Jeux olympiques.

## Classement FIFA
| Année              | 2004 | 2005 | 2006 | 2007 | 2008 | 2009 | 2010 | 2011 | 2012 | 2013 | 2014 | 2015 | 2016 | 2017 | 2018 | 2019 | 2020 | 2021 | 2022 | 2023 |
| ------------------ | ---- | ---- | ---- | ---- | ---- | ---- | ---- | ---- | ---- | ---- | ---- | ---- | ---- | ---- | ---- | ---- | ---- | ---- | ---- | ---- |
| Classement mondial | 75   | 70   | 66   | 60   | 51   | 56   | 60   | 63   | 61   | 58   | 62   | 62   | 57   | 60   | 55   | 50   | 48   | 48   | 43   | 44   |